# Baltarga
Baltarga es una localidad española del municipio de Bellver de Cerdaña, perteneciente a la provincia de Lérida, en la comunidad autónoma de Cataluña.

## Historia
Hacia mediados del siglo XIX, el lugar tenía contabilizada una población de 49 habitantes. Aparece descrito en el tercer volumen del Diccionario geográfico-estadístico-histórico de España y sus posesiones de Ultramar de Pascual Madoz de la siguiente manera:

BALLTARGA: ald. en la prov. de Lérida (25 leg.), part. jud., adm. de rent. y dióc. de Seo de Urgel (5 1/2), oficialato de Cerdaña, aud. terr. y c. g. de Cataluña (Barcelona, 25): sit. á la izq. del r. Segre, y á 1/2 hora de Bellver, en cuyo térm. municipal está enclavada, si bien contribuye separadamente: tiene 20 casas y 1 parr. (San Andrés Apóstol), servida por 1 cura de provision de S. M. ó del diocesano, segun los meses en que vaca. Sobre confines, calidad del terreno y prod. (V. Bellver); pobl.: 11 vec., 49 alm.; cap. imp.: 23,366 rs.; contr.: 3,001 rs. 17 mrs.
(Madoz, 1846, p. 339)

En 2022, tenía empadronados 75 habitantes.

## Patrimonio
En el lugar se encuentra la iglesia de San Andrés Apóstol.